# Saint-Michel-en-Grève
Saint-Michel-en-Grève é uma comuna francesa na região administrativa da Bretanha, no departamento Côtes-d'Armor. Estende-se por uma área de 4,7 km². Em 2010 a comuna tinha 472 habitantes (densidade: 100,4 hab./km²).